# Nicole Küchler-Stahn
Nicole Küchler-Stahn (* 1980) ist eine deutsche Medienmanagerin, Wirtschaftswissenschaftlerin und Hochschullehrerin. Seit 2024 ist sie Verwaltungs-, Produktions- und Betriebsdirektorin sowie stellvertretende Intendantin des Rundfunks Berlin-Brandenburg.

## Leben
Küchler-Stahn wuchs in Mettmann auf. Sie absolvierte von 2000 bis 2006 ein Studium der Russistik und Betriebswirtschaftslehre an der Universität Mannheim, wo sie 2009 mit einer Dissertation zur leistungs- und wirkungsorientierte Budgetierung mit summa cum laude promovierte. In der Folge war sie als wissenschaftliche Mitarbeiterin am Lehrstuhl für Public & Nonprofit Management der Universität Potsdam sowie als Beraterin und Gutachterin in Unternehmensberatungen tätig.
Bis September 2020 war sie als Professorin für Public und Nonprofit Management an der Frankfurt University of Applied Sciences tätig, ehe sie einem Ruf an die Hochschule für Technik und Wirtschaft Berlin auf eine Professur mit gleichlautender Denomination folgte. Küchler-Stahn forschte und lehrte in dieser Zeit zum öffentlichen Haushalts- und Rechnungswesen, Controlling, Personal- und Organisationsmanagement sowie Diversity Management. Ab Oktober 2022 war sie Vorsitzende des Akademischen Senats der HTW Berlin.
Im November 2023 wurde sie vom Rundfunkrat des Rundfunks Berlin-Brandenburg für eine fünfjährige Amtszeit zur Verwaltungsdirektorin gewählt; diesen Posten trat sie zum 1. Januar 2024 an und folgte damit auf Hagen Brandstäter. Im Juni 2024 wurde sie als Nachfolgerin von Martina Zöllner zudem stellvertretende Intendantin der Rundfunkanstalt. Zum 1. August 2024 wurden die zwei bisher organisatorisch voneinander getrennt verantworteten Direktionen für Verwaltung sowie Produktion und Betrieb des rbb in eine gemeinsame Direktion zusammengeführt als dessen Leitung Küchler-Stahn als Verwaltungs-, Produktions- und Betriebsdirektorin fungiert. Sie ist zudem Mitglied des Verwaltungsrates des ARD ZDF Deutschlandradio Beitragsservice.

## Schriften (Auswahl)
- Leistungs- und wirkungsorientierte Budgetierung: Internationale Praxis und Gestaltungsoptionen für deutsche Kommunalverwaltungen. Berliner Wissenschaftsverlag, Mannheim 2009, ISBN 978-3-8305-1732-0.